# Picardia (planta)
La picardia (Cymbalaria muralis) és una espècie de planta dins la família plantaginàcies. És una planta nativa de la conca del Mediterrani i àmpliament naturalitzada a altres llocs. S'estén ràpidament i creix entre roques i en els murs (d'on prové el seu epítet específic  muralis). És una herba de diverses tiges, decumbent i tendra. Fa de 10 a 80 cm d'alt. Les seves fulles són persistents, arrodonides o amb forma de cor d'uns 2,5 cm, d'entre tres a set lòbuls i amb les tiges fines. Floreix d'abril a novembre. Les flors són menudes i presenten un esperó.
Als Països Catalans es troba principalment a Catalunya, les illes Balears i alguns indrets del País Valencià.
El seu hàbitat són les parets ombrívoles a la muntanya mitjana i contrades mediterrànies humides i subhumides a Catalunya. Viu des del nivell del mar als 1000 metres d'altitud.
Aquesta planta té un mètode inusual de propagació. El peduncle de la flor inicialment presenta fototropisme positiu i es mou cap a la llum però després de la fertilització de la flor passa a presentar fototropisme negatiu i s'allunya de la llum. Això dona com a resultat que les llavors entrin dins les esquerdes de les roques i dels murs, on tenen més probabilitat de germinar i on prefereix créixer la planta.

La picardia .
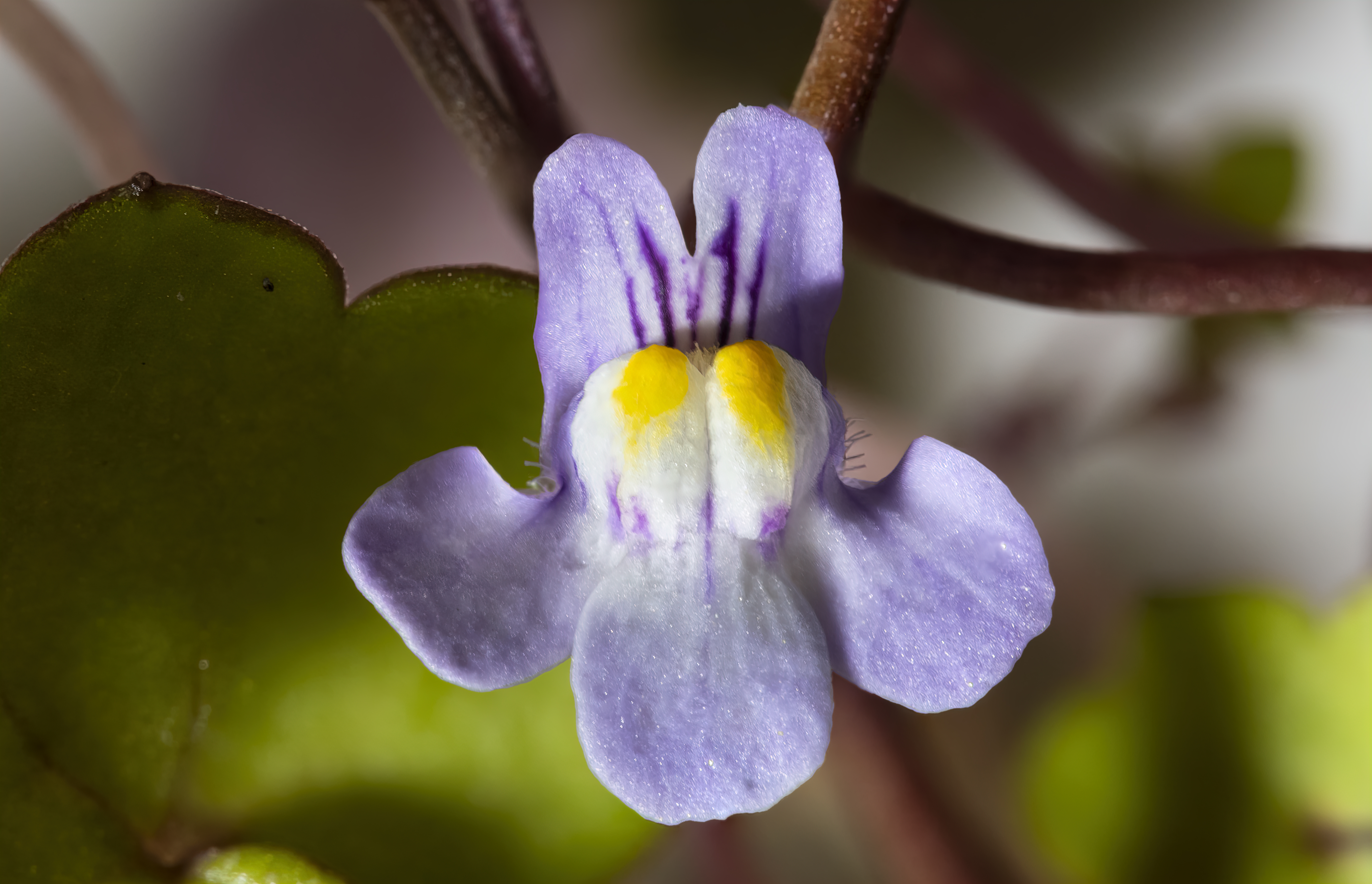
Flor.
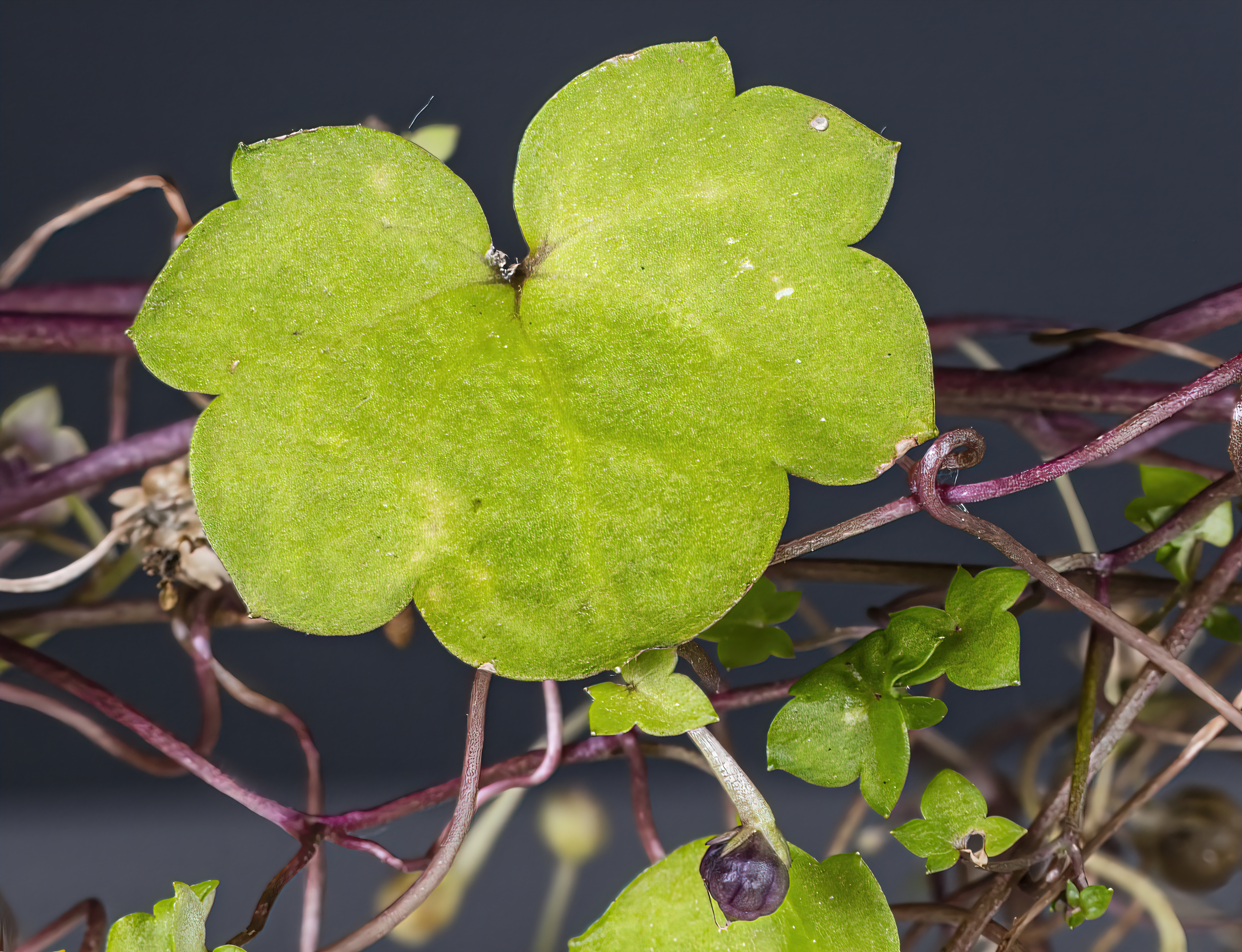
Fulla caracterísitca de C. muralis.